# 坎达尔
坎达尔（Kandhar），是印度马哈拉施特拉邦Nanded县的一个城镇。总人口20725（2001年）。

## 人口
该地2001年总人口20725人，其中男性10987人，女性9738人；0—6岁人口3075人，其中男1657人，女1418人；识字率65.15%，其中男性为73.18%，女性为56.10%。